# Религиозни дебати около поредицата „Хари Потър“
Религиозните дебати около поредицата „Хари Потър“ на Джоан Роулинг се основават на твърдения, че книгите съдържат окултен или сатанински подтекст. Редица протестанти, католици и източноправославни християни се противопоставят на поредицата, както и някои мюсюлмани. Поддръжниците на поредицата казват, че магията в Хари Потър има малко прилики с окултизма, като е по-скоро в духа на приказките като Пепеляшка и Снежанка или на произведенията на К. С. Луис и Дж. Р. Р. Толкин, и двамата са известни с писането на фентъзи романи с християнски подтекст. Някои твърдят, че далеч не насърчават определена религия, романите за Хари Потър правят всичко възможно, за да избегнат изобщо обсъждането на религията. Въпреки това, авторката на поредицата, Дж. К. Роулинг, описва себе си като християнка и мнозина забелязват християнските препратки, които тя включва в последния роман Хари Потър и Даровете на Смъртта.
В Америка призивите книгите да бъдат забранени в училищата водят до правни предизвикателства, често на основание, че магьосничеството е призната от правителството религия и че разрешаването на книгите да се държат в държавните училища нарушава отделянето на църквата от държавата. Българската православна църква и Гръцката православна църква също водят кампания срещу поредицата.
Религиозните отговори на Хари Потър не всички са отрицателни. „Поне колкото и да са били атакувани от теологична гледна точка“, отбелязва Роулинг, „[книгите] са възхвалявани и взети на амвона и най-интересното и удовлетворяващо за мен е, че това са гледни точки на няколко различни религии“.

## Християнство
Критиката има две основни форми: твърдения, че Хари Потър е езически текст и че насърчава децата да се противопоставят на властта, произтичаща главно от отхвърлянето на Хари от Дърсли, неговите осиновители. Авторът и учен Аманда Кокръл предполага, че популярността на Хари Потър и неотдавнашната загриженост за фентъзито и окултното сред християнските фундаменталисти обяснява защо поредицата е получила особена опозиция.
Книгите за Хари Потър също имат група от религиозни поддръжници, които вярват, че Хари Потър подкрепя християнските ценности и че Библията не забранява формите на магия, описани в поредицата. Християнските анализи на поредицата твърдят, че тя обхваща идеалите за приятелство, лоялност, смелост, любов и изкушението на властта. След публикуването на последния том, Роулинг споделя, че умишлено е включила християнски теми, по-специално идеята, че любовта може да има власт над смъртта. Според Джой Фармър е „дълбоко погрешно е да се мисли, че четенето на Хари Потър насърчава магьосничеството“. Ученият Ем Макаван пише, че евангелските възражения срещу Хари Потър са повърхностни, базирани на присъствието на магия в книгите: „те не се опитват да разберат моралните послания в поредицата“.

### Евангелизъм
Голяма част от критиките срещу Хари Потър идват от малък брой евангелски християни, които смятат, че изобразяването на магьосничество в поредицата е опасно за децата. През 1999 г. Пол Хетрик, говорител на Focus on the Family, американска евангелска християнска група, базирана в Колорадо Спрингс, Колорадо, очертава причините за своето противопоставяне: „[Те съдържат] някои мощни и ценни уроци за любовта и смелостта и крайната победа на доброто над злото; обаче положителните послания са опаковани в среда – магьосничество – която е директно заклеймена в Писанието“. Поредицата е подложена на най-малко шест изгаряния на книги в САЩ. През 2002 г. Chick Publications издава комикс, озаглавен „The Nervous Witch“, който заявява, че „книгите за Потър отварят врата, която ще постави неизброими милиони деца в ада“. През 2007 г. Джаки Комшлис пише статия в Christianity Today, сравнявайки Хари Потър с „отрова за плъхове, смесена с портокалова сок“, и допълва: „Ние вземаме нещо смъртоносно от нашия свят и го превръщаме в това, което някои наричат „просто литературен прием“.
Някои християни предполагат, че Хари Потър популяризира религията на уика и така съхраняването на книгите в държавните училища нарушава разделението на църквата и държавата в Съединените щати.
През 2001 г. евангелският журналист Ричард Абанес, който пише няколко книги, аргументиращи се срещу новите религии и мормонизма, публикува полемичен текст, който прави подобни твърдения във видеото: Хари Потър и Библията: Заплахата зад магията.
Докато някои евангелски християни смятат, че Хари Потър е свързан със сатанизма, анкета от 2000 г. показва, че тази позиция остава възглед на малцинството. Седем процента от американците, които са чували за книгите, имат отрицателно мнение за тях, като 52 процента имат положително мнение, а останалите 41 процента не са сигурни. Това се сравнява с 33 процента от американците, които се идентифицират като евангелисти и 39 процента, които приемат Библията буквално.
Някои евангелисти подкрепят книгите за Потър – евангелската авторка Кони Нийл в книгите си пише, че книгите проповядват християнски ценности и могат да се използват да възпитават децата в християнски принципи.

### Католицизъм
Католическата църква не е заела официална позиция по книгите, но различни католици, включително служители на Римската курия, йерархията и други официални органи, са представили смесени мнения по темата.
През 2003 г. Питър Флийтууд, свещеник, инкардиниран в архиепископията на Ливърпул, който тогава служи в Папския съвет за култура, прави коментари в подкрепа на романите по време на пресконференция, обявяваща освобождаването на Исус Христос Водоносещия на живота — Християнско размишление върху „Новата епоха“.
Критиките срещу книгите идват и от един от официалните екзорсисти на Римската архиепископия, Габриеле Аморт, който вярва, че „зад Хари Потър се крие подписът на краля на мрака, дявола“.
Кардинал Ратцингер, по-късният папа Бенедикт XVI, пише в две частни писма през 2003 г., че книгите създават „фини съблазни“, които „дълбоко изкривяват християнството в душата, преди да може да израсте правилно“.
Преди излизането на Хари Потър и Нечистокръвния принц през 2005 г., Флийтууд, тогава служещ в Съвета на европейските епископски конференции, даде интервю за радио Ватикана. В интервюто той потвърждава положителното си мнение за книгите и отбелязва, че писмата на тогавашния кардинал Рацингер може да са писани от член на персонала на конгрегацията и просто подписани от префекта. Той също така заявява, че неговото мнение и мнението на Аморт са точно такива, противоречиви лични мнения на свещениците.
На 1 април 2019 г. свещеници от полските градове Кошалин и Гданск публично изгарят книги и други предмети, за които се смята, че насърчават магията и магьосничеството, като например книги за Хари Потър, Здрач, както и африкански племенни маски.
През август 2019 г., след консултация с екзорсисти както от САЩ, така и от Рим, Дан Рийхил, пастор в римокатолическото енорийско училище „Свети Едуард“ в Нешвил, Тенеси, забранява книгите в училищната библиотека с основанието, че „проклятията и заклинанията, използвани в книгите, са действителни проклятия и заклинания; които, когато се четат от човешко същество, рискуват да привлекат зли духове в присъствието на лицето, което чете текста“.

### Източноправославие
През 2002 година Димотишка епархия (Гърция) прави изявление, заклеймяващо книгите за Хари Потър като сатанински, тъй като „запознават хората със злото, магьосничеството, окултното и демонологията“. В изявлението също така се критикува предполагаемите прилики между Хари Потър и Исус Христос: „Несъмнено Хари прилича на млад спасител. При раждането му хората се опитват да го убият, той завинаги е подложен на несправедливост, но винаги свръхестествено успява да надделее и да спаси другите“.
През 2002 година cвещеник на Българската православна църква Стефан Стефанов от православния храм "Св. Николай" на град Русе, който е бивш депутат, обяви изключително популярните книги за Хари Потър за "духовен СПИН". През юни 2004 г., скоро след като българинът Станислав Яневски е избран да изиграе героя Виктор Крум във филмовата адаптация на Хари Потър и Огненият бокал, Българската православна църква отпечатва интервю на първа страница в своя официален вестник, твърдейки, че „магията не е детска игра“ и че Светият синод е препоръчал в църква в София всеки четвъртък да се провеждат специални литургии за изцеление на магии или обладани от зли духове. Из целия град са разлепени брошури, в които се твърди, че рецитирането на заклинания от Хари Потър „е все едно се молиш на злото“ и че „Бог мрази магията“.
На 29 юли 2021 година Владимир Легойда, председател на Cинодалния отдел за отношенията на църквата с обществото и медиите на Московската патриаршия, отбеляза, че е погрешно да се осъждат книгите на Джоан Роулинг "в някакъв магизъм и демонизъм". Той подчерта, че ако подходите към Хари Потър от тази позиция, тогава подобни моменти могат да се видят в руските народни приказки. Легойда подчерта, че от интервюто на Роулинг тя несъзнателно е направила евангелски паралели и е вложила християнски значения в поредица от книги за "момчето, което е оцеляло"

### Англиканска църква
През 2000 г. главата на катедралата в Кентърбъри отказва да позволи в неговата църква да бъде заснета като част от Хогуортс в поредицата от филми за Хари Потър, като казва, че не е подходящо християнска църква да се използва за популяризиране на езически изображения. Главата на катедралата в Глостър, преподобният Никълъс Бъри, се съгласява храмът да се използва за декор, като признава, че е фен на книгите: „Мисля, че книгата е прекрасна традиционна детска история и е отлично написана. Освен това е забавна, вълнуваща и полезна и е точно от типа истории, които семействата трябва да бъдат насърчавани да четат“.
Тогавашният архиепископ на Кентърбъри Джордж Кери дава положителни отзиви за филма Хари Потър и Философският камък в новогодишното си послание за 2002 г., наричайки го „страхотно забавление“ и филм, който „задава някои много реални въпроси“ по морални проблеми.

### Светии от последните дни
Църква на Исус Христос на светиите от последните дни не изразява отношение по въпроса с книгите с филмите за Хари Потър. Най-малко двама видни лидери на църквата дори препоръчват двете поредици и казат, че са фенове, защото учат на морал и показват, че доброто побеждава злото.

## Ислям
Голям брой ислямски учени твърдят, че магическите теми на книгите са в конфликт с ислямските учения. Поредица от онлайн фетави заклеймяват поредицата като неислямска.
Феиз Мохамад, австралийският ислямски проповедник, за когото се смята, че е вдъхновил Тамерлан и Джохар Царнаеви, извършителите на атентата на Бостънския маратон, осъжда Хари Потър за „езичество, зло, магия и пиене на кръв от еднорог“.
В Иран поредицата е популярна и се издава от Министерството на културата и ислямското ръководство. През юли 2007 г. всекидневникът Kayhan нарича поредицата „ционистки проект за милиарди долари“, създадена, за да „разстрои младите умове“. Статията е игнорирана от правителството и поредицата продължава да се публикува.
През август 2007 г. полицията в Карачи, Пакистан, открива и обезврежда кола бомба, разположена пред търговски център, където часове по-късно трябва да бъде пуснат в продажба последният роман за Хари Потър. В отговор представянето на книгата беше отложено. Местен полицейски началник коментира, че „засега не сме сигурни дали целта на бомбардировката е книгата, но връзката не може да бъде изключена“.

## Юдаизъм
Много видни равини описват книгите за Хари Потър като „сила за добро“. През 2005 г. на конференция в Редингския университет се обсъжда дали Хари Потър има „идише нешама“ (еврейска душа). Сър Джонатан Сакс, бившият главен равин на Общността на нациите, твърди, че в „общество, в което юношите са преждевременно възрастни, а възрастните са перманентни юноши“, Хари Потър си е „върнал царството на детството, доказвайки, че не е нужно да предаваш, за да омагьосаш“.
Решението да се издаде последният том от поредицата за Хари Потър, Хари Потър и Даровете на Смъртта, в Израел в 2 часа сутринта в събота сутринта предизвика критики от някои израелски равини, тъй като съвпада по време на еврейския шабат, време, когато бизнес сделките са забранен. Тази опозиция също започва правни усилия за блокиране на съботното издание.

## Сексуалната ориентация на Дъмбълдор
На 19 октомври 2007 г. Дж. К. Роулинг държи реч в Карнеги Хол, Ню Йорк. Попитана от фен дали Албус Дъмбълдор, мъдрата фигура наставник в книгите, някога е бил влюбен, Роулинг отговаря:

Моят искрен отговор към вас ... Винаги съм смятала Дъмбълдор за гей... Дъмбълдор се влюбва в Гелърт Гриндълуолд и това засилва ужаса му, когато Гриндълуолд се показва като това, което всъщност е... влюбването може да ни заслепи до известна степен... Той е силно привлечен от този брилянтен човек и ужасно, ужасно разочарован от него.

Изявлението е посрещнато с овации от публиката. Роулинг допълва: „Ако знаех, че ще ви направи толкова щастливи, щях да го обявя преди години!“.
Християните, които са критични както към Хари Потър, така и към хомосексуализма, реагират остро на разкритието. Християнската авторка Берит Кьос, например, казва, че изявлението на Роулинг засилва нейното противопоставяне на книгите, тъй като Роулинг „е въвела ценности, които са в противоречие с библейското послание“. Лора Малори отговоря на изявлението на Роулинг, като казва пред американската телевизия Ей Би Си, че книгите са „фино индоктриниране на антихристиянски ценности... Хомосексуалният начин на живот е вреден“.
Роулинг коментира спора в интервю за Би Би Си. „Мисля ли, че един гей човек може да бъде морален компас? Мисля, че е абсурдно, че задаваме този въпрос в 21 век. Християнските фундаменталисти никога не са били моята база“.